# Сынкрэян, Габриэл
Габриэл Сынкрэян (рум. Gabriel Sîncrăian, 21 декабря 1988, Клуж-Напока, Румыния) — румынский тяжелоатлет.
На Олимпийских играх 2016 года в Рио выиграл бронзу в категории до 85 кг, но в декабре 2016 года был дисквалифицирован за применение допинга и лишён награды.

## Выступления на Олимпиадах
| Олимпиада           | Дисциплина                         | Место             |
| ------------------- | ---------------------------------- | ----------------- |
| Лондон 2012         | тяжёлая атлетика, мужчины до 85 кг | AC                |
| Рио-де-Жанейро 2016 | тяжёлая атлетика, мужчины до 85 кг | дисквалифицирован |